# ماموث الروماني
ماموث الروماني (الاسم العلمي: Mammmuthus rumanus) هو نوع من الماموث الذي عاش في العصر البليوسيني ما يعرف اليوم أوروبا الشرقية. تم العثور على بقايا حفرياته في المملكة المتحدة ورومانيا.